# Bidens pinnatipartita
Bidens pinnatipartita là một loài thực vật có hoa trong họ Cúc. Loài này được (O.Hoffm.) Wild mô tả khoa học đầu tiên năm 1967.